# Ion Croitoru
Ion Croitoru (n. 7 decembrie 1965 – d. 21 februarie 2017) a fost un wrestler canadian de origine română.

## Adolescența
Născut în  Hamilton, Ontario, Canada din părinți români, pentru Ion Croitoru wrestling-ul nu a fost prima carieră pe care și-a dorit-o. A început în hochei la juniorii lui Kitchener Ranger, cel mai mare club de hockey pentru juniori din Toronto. Nu a reușit să ajungă în Liga Națională de Hockey și atunci s-a reorientat.

## Cariera

### Începutul carierei
A început să se antreneze pentru a deveni wrestler profesionist cu Nick DeCarlo și Vic Rossitini. Bruce Hart, fiul legendarului Stu Hart și fratele lui  Bret “The Hitman” Hart i-a dat primul nume în wrestling – Orhan Turgedan, Turcul Teribil. Ion Croitoru a debutat la doar 19 ani în aceeași federatțe în care a debutat și Bret Hart, Stampede Wrestling.
Cu un fizic impresionant, peste 120 de kilograme la 1,83m, Ion Croitoru și-a făcut repede un nume și a ajuns în American Wrestling Association(AWA) unde a devenit campion pentru prima dată în carieră. A devenit AWA Southern Heavyweight Champion după ce l-a învins pe actualul comentator din WWE, Jerry “The King” Lawler. Imediat a fost observat de cea mai mare companie de wrestling din lume, World Wrestling Federation, actuala  WWE.

### Liga profesionistă
În WWF, Ion Croitoru a primit numele de Johnny K-9, nume pe care l-a ales în urma unei bătăi într-un bar, după cum a dezvăluit mai târziu Croitoru. A văzut pe o mașină de poliție K-9 și a decis să îl adopte în numele de scenă. Ion Croitoru a luptat la început ca jobber în WWF – un necunoscut care era pus în ring să facă numele mari din industrie să arate puternici.
Nume mari din acea perioadă ca Davey Boy Smith, Ricky “The Dragon” Steamboat au fost în ring cu Croitoru. Acesta a avut și multe meciuri la echipe – partenerul lui fiind nimeni altul decât unchiul lui Randy Orton, Barry Orton. În 1987, Croitoru a avut cel mai mare meci din carieră: meciul televizat împotriva legendarului Hulk Hogan câștigat de actualul promotor din TNA.
Croitoru a rămas în memoria fanilor și pentru că de fiecare dată când intra în ring îngenunchea și își încrucișa mâinile deasupra capului. În 1989, Croitoru a plecat din WWF în termeni buni și s-a îndreptat spre New Japan Pro Wrestling. În 1991 a avut primele probleme cu legea fiind arestat pentru 7 luni pentru violență fizică și trafic de droguri.

## Problemele cu legea
În 1998, Ion Croitoru a fost condamnat la 33 de luni de închisoare pentru bombardarea unei secții de poliție și pentru o bătaie într-un bar. În ianuarie 2005, Croitoru a fost acuzat oficial de o dublă crimă care a avut loc în 1998, exact înainte să fie condamnat. Croitoru era acuzat ca a omorât-o pe avocata Lynn Gillbank și pe soțul acesteia, Fred. Investigația durase 6 ani până când Croitoru să fie acuzat de crimă. A petrecut 7 luni în închisoare până să fie eliberat pe o cauțiune de 100.000 de dolari.
În 2006, judecătorul a decis că nu sunt suficiente dovezi pentru o condamnare, iar procurorul a decis să retragă acuzațiile. Croitoru a dat statul în judecată pentru cele 7 luni în care a fost în penitenciar fără motiv - fără șanse de reușită însă. În 2009, Ion Croitoru a fost arestat iar, alături de 7 membri ai grupului United Nations. El este acuzat de conspirație la comiterea crimei împotriva unei benzi rivale. Croitoru se afla într-un penitenciar din Vancouver și își aștepta începerea procesului – lucru care era așteptat să se întâmple în 2011.